# Майстер спорту України міжнародного класу

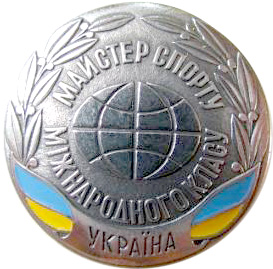
Майстер спорту України міжнародного класу

Майстер спорту України міжнародного класу (МСМК),  — спортивне звання в Україні серед чоловіків та жінок.
Присвоюється у випадку досягнення таких результатів на міжнародних змаганнях:
- 1—8 місце на Олімпійських іграх (чол., жін.)
- 1—8 — на чемпіонаті світу серед чоловіків та жінок в олімпійських вагових категоріях
- 1—3 — на чемпіонаті світу серед жінок в неолімпійських вагових категоріях
- 1—3 — на чемпіонаті Європи або розіграші Кубка світу серед чоловіків та жінок в олімпійських вагових категоріях
- 1—2 — на чемпіонаті Європи або розіграші Кубка світу серед жінок в неолімпійських вагових категоріях
- 1—2 — на чемпіонаті світу серед молоді (чол., жін.);
- 1 — на чемпіонаті Європи серед молоді (чол., жін.);
- 1 — на чемпіонаті світу серед студентів та військовослужбовців;
- 1 — на міжнародних турнірах категорії «А» серед чоловіків та жінок, що включені до календаря змагань Міжнародної федерації боксу, за умови участі у змаганнях не менше ніж 8 збірних команд та за умов посісти 1—3 місце — на чемпіонаті України в попередньому або поточному році.

Звання «Майстер спорту України міжнародного класу» присвоюються, починаючи з 14-річного віку, наступним після присвоєння звання «Майстер спорту України» та подання Президії АСТУ.
Гросмейстер України
Посісти місця в одному з перерахованих змагань відповідно до умов присвоєння спортивних звань:
- 4-6 — на Всесвітній шаховій олімпіаді (класичні шахи);
- 1-4 — на чемпіонаті світу в особистому заліку або 1-3 — у командному заліку (класичні шахи);
- 1-3 — на чемпіонаті Європи в особистому заліку або 1-2 — у командному заліку (класичні шахи);
- 1-4 — на чемпіонаті світу в особистому заліку (швидка гра (рапід), блискавична гра (бліц));
- 1-3 — на чемпіонаті Європи в особистому заліку (швидка гра (рапід), блискавична гра (бліц)).
- На командних змаганнях: гравець повинен зіграти не менше 50 % партій та показати не менше 50 % результату.